# Luxor

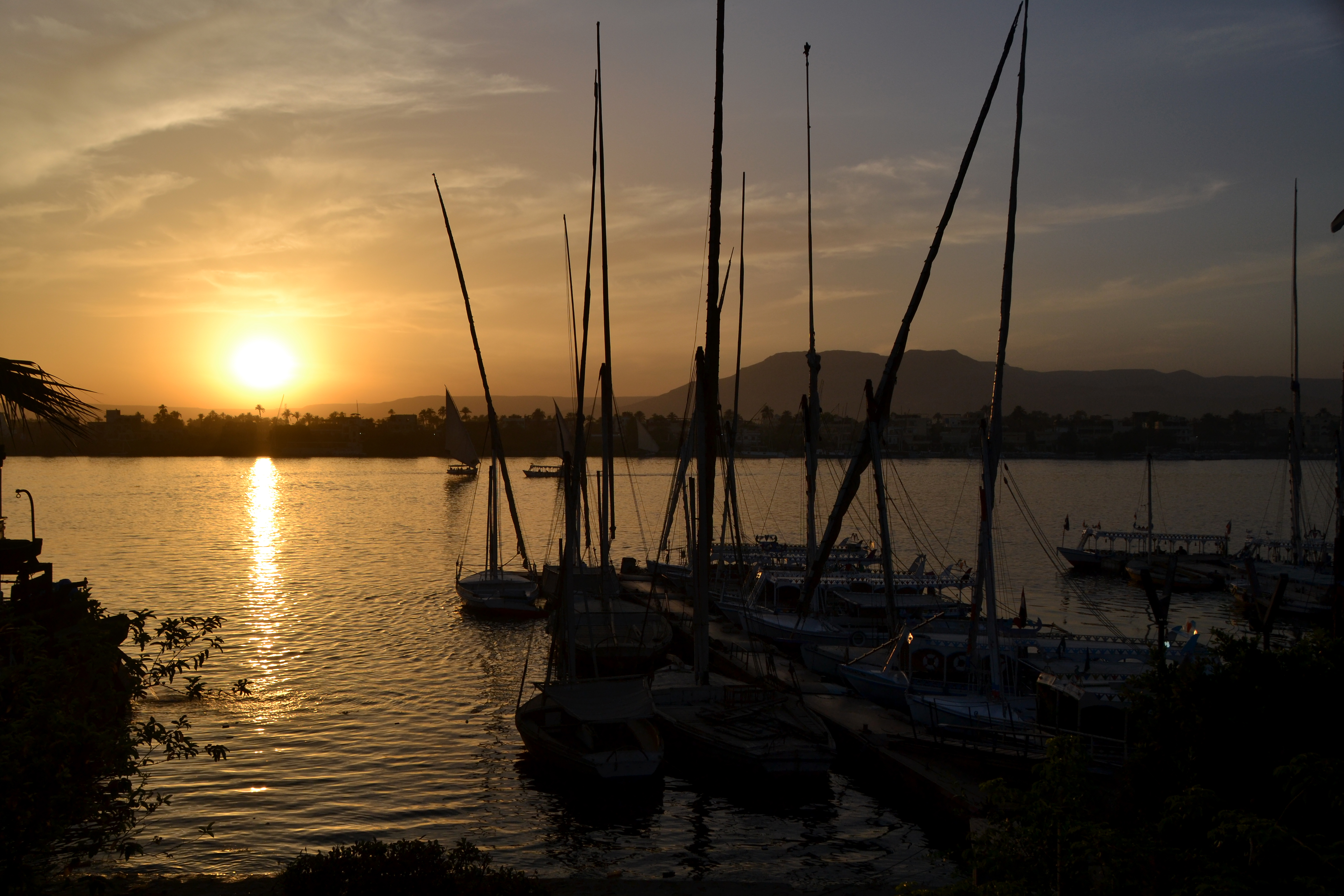
Sonnenuntergang am westlichen Nilufer – Theben-West

Luxor (arabisch الأقصر, DMG al-Uqṣur; altägyptisch Ipet reset) ist eine ägyptische Stadt am östlichen Ufer des Nils etwa im Zentrum Oberägyptens. Luxor ist die größte oberägyptische Stadt (Volkszählung 2006: 451.318 Einwohner, Berechnungen für 2010: über 487.000 Einwohner) und Verwaltungssitz des am 7. Dezember 2009 neu entstandenen Gouvernements Al-Uqsur. Sie kann dank der Vielzahl kultureller Stätten und der Anbindung durch den internationalen Flughafen als Mittelpunkt der Region angesehen werden.
Der heutige Name Luxor mit der Bedeutung „die Stadt der Paläste“ geht möglicherweise auf das arabische القصور al-qusūr „die Burgen“ oder al-qasr „die Kaserne“ zurück, eine ins Deutsche übernommene Arabisierung des lateinischen castrum für einen befestigten Ort. Im Alten Ägypten fungierte Luxor als Tempelbezirk, der den Namen Ipet reset trug – in Kurzform auch Ipat/Ipet – und Teil der altägyptischen Königsmetropole Theben war.

## Geografie

### Geografische Lage
| \| Luxor \|     |
| Lage in Ägypten |
| Luxor           |

Luxor liegt an der Südostseite einer etwa 120 Kilometer langen Flussschleife des Nils Richtung Osten, die bei Ad Dīmuqrāt 25 Kilometer südwestlich von Luxor beginnt und bis Hammādī 55 Kilometer nordwestlich der Stadt reicht. Die ebenfalls an dieser Flussschleife gelegene Hauptstadt des Gouvernements, das etwa 222.000 Einwohner zählende Qinā, befindet sich 50 Kilometer nördlich von Luxor. Das Gouvernement Qinā erstreckt sich beiderseits der Ufer des Nils im Süden bis 20 Kilometer hinter Esna und nordwestlich bis 5 Kilometer vor die Ruinen der altägyptischen Stadt Abydos.
Bei Luxor sorgt das Wasser des Flusses für einen jeweils etwa fünf Kilometer breiten Grünlandstreifen an beiden Ufern, woran sich im Osten die Arabische Wüste und im Nordwesten die Libysche Wüste anschließt. Nördlich der Stadt reicht die Libysche Wüste fast an das Nilufer heran. Die Arabische Wüste trennt Luxor vom 165 Kilometer entfernten Roten Meer im Nordosten.

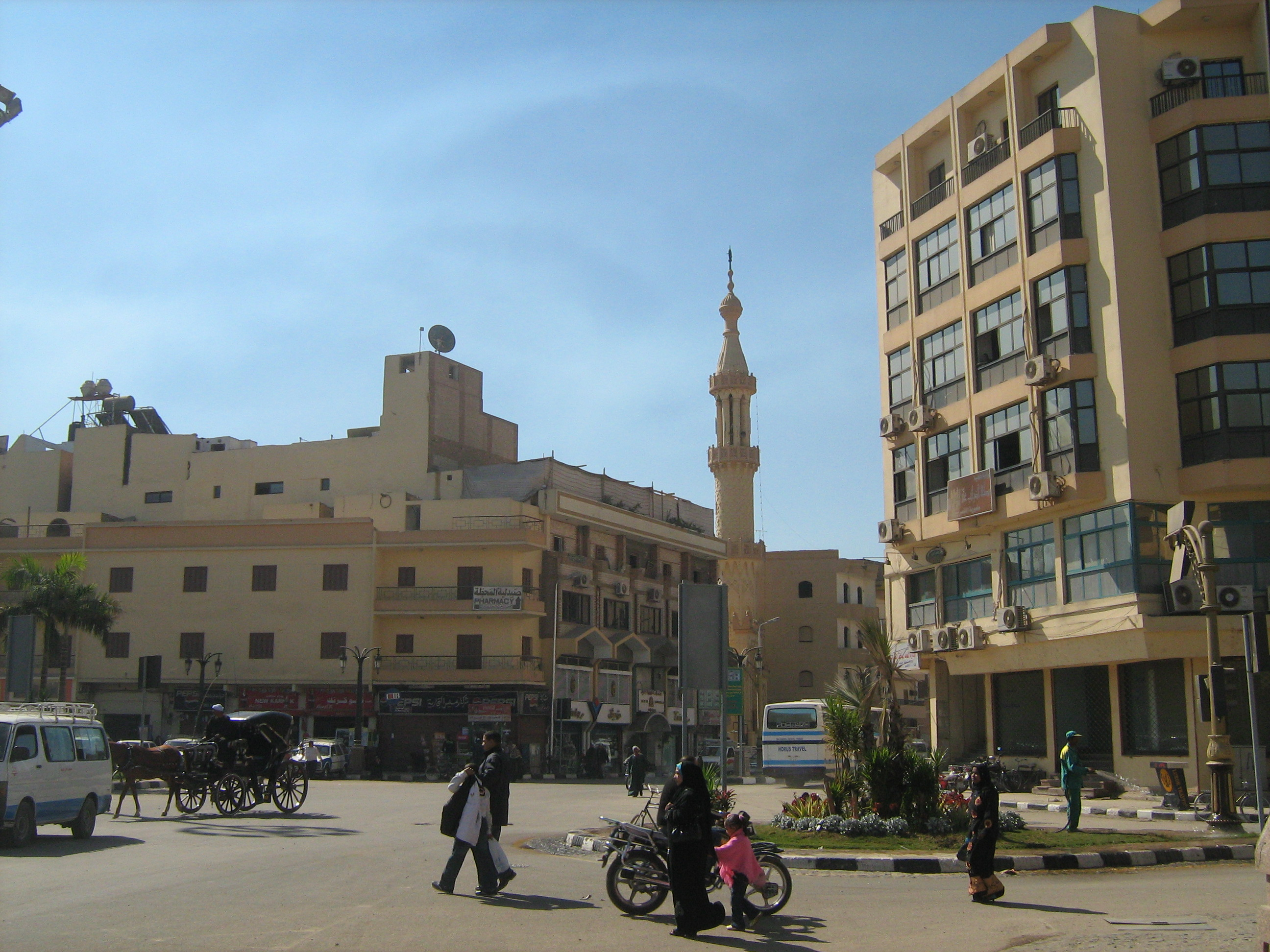
Innenstadt von Luxor

Mit Qinā und Esna ist Luxor entlang des Nils durch eine Bahnlinie verbunden, die am östlichen Flussufer entlang im Süden bis nach Assuan führt. Der Bahnhof der Stadt ist zentral gelegen und etwa 800 Meter vom Nil entfernt. Neben der Bahn verbindet eine Straße die größeren Städte an den Ufern des Nils. Dabei besteht zehn Kilometer südwestlich von Luxor über die Brücke bei Aḑ Ḑabīyah die einzige Straßenverbindung zum Westufer des Flusses zwischen Qinā und Esna. Der internationale Flughafen der Stadt befindet sich sieben Kilometer südöstlich des Stadtzentrums am Rand der Arabischen Wüste.
In und um Luxor befinden sich einige der wichtigsten archäologischen Stätten Ägyptens, aufgrund derer der Tourismus einen der wichtigsten Wirtschaftszweige der Stadt bildet. Bekannt sind vor allem der Luxor- und der Karnak-Tempel inmitten und nördlich des Stadtgebiets sowie das Tal der Könige und die altägyptischen Tempelruinen in Theben-West, dem westlichen Nilufer. Auf dem Nil als wichtiger Verkehrsader verkehren von Luxor als Ausgangs- oder Endpunkt viele Kreuzfahrtschiffe nach Assuan im Süden wie auch nördlich bis zum antiken Abydos. Die Schiffsanlegestellen liegen innerhalb der Stadt entlang des gesamten östlichen Nilufers.

### Klima
Das vorherrschende Wüstenklima in Luxor zeichnet sich durch sehr niedrige Luftfeuchtigkeit und so gut wie keine Niederschläge aus. Lediglich im Oktober kann es zu kaum messbarem Regen kommen. Die Jahresdurchschnittstemperatur liegt bei 24,3 °C, die Höchstwerte bei durchschnittlich 33,4 °C. In der heißesten Jahreszeit von Mai bis September steigen die Höchstwerte auf um die 40 °C, die nächtlichen Tiefstwerte liegen bei 20 bis 24 °C. In den Wintermonaten erwärmt sich die Luft auf 23 bis 25 °C, die Nachttemperaturen sinken auf Werte um 5 bis 7 °C.
|                       | Jan  | Feb  | Mär  | Apr  | Mai  | Jun  | Jul  | Aug  | Sep  | Okt  | Nov  | Dez  |   |      |
| Mittl. Tagesmax. (°C) | 22,9 | 25,2 | 29,3 | 35,0 | 38,9 | 41,1 | 40,9 | 40,6 | 38,8 | 35,3 | 29,4 | 24,4 | ⌀ | 33,5 |
| Mittl. Tagesmin. (°C) | 5,7  | 7,1  | 11,0 | 16,0 | 20,4 | 22,8 | 23,9 | 23,5 | 21,6 | 17,8 | 12,0 | 7,5  | ⌀ | 15,8 |
|                       |      |      |      |      |      |      |      |      |      |      |      |      |   |      |
| Niederschlag (mm)     | 0,1  | 0,1  | 0,3  | 0,1  | 0,3  | 0,0  | 0,0  | 0,01 | 0,3  | 1,2  | 0,2  | 0,04 | Σ | 2,65 |
|                       |      |      |      |      |      |      |      |      |      |      |      |      |   |      |
| Sonnenstunden (h/d)   | 9,2  | 9,8  | 9,6  | 10,1 | 10,8 | 11,8 | 11,7 | 11,3 | 10,2 | 9,7  | 9,5  | 8,7  | ⌀ | 10,2 |
|                       |      |      |      |      |      |      |      |      |      |      |      |      |   |      |
| Regentage (d)         | 0,1  | 0,07 | 0,1  | 0,01 | 0,2  | 0,0  | 0,0  | 0,01 | 0,03 | 0,3  | 0,07 | 0,05 | Σ | 0,94 |
|                       |      |      |      |      |      |      |      |      |      |      |      |      |   |      |
| Luftfeuchtigkeit (%)  | 55   | 47   | 39   | 31   | 29   | 27   | 30   | 33   | 37   | 43   | 51   | 57   | ⌀ | 39,9 |

| 5,7 |

| 7,1 |

| 11,0 |

| 16,0 |

| 20,4 |

| 22,8 |

| 23,9 |

| 23,5 |

| 21,6 |

| 17,8 |

| 12,0 |

| 7,5 |

| 5,7 |

| 7,1 |

| 11,0 |

| 16,0 |

| 20,4 |

| 22,8 |

| 23,9 |

| 23,5 |

| 21,6 |

| 17,8 |

| 12,0 |

| 7,5 |

## Sehenswürdigkeiten

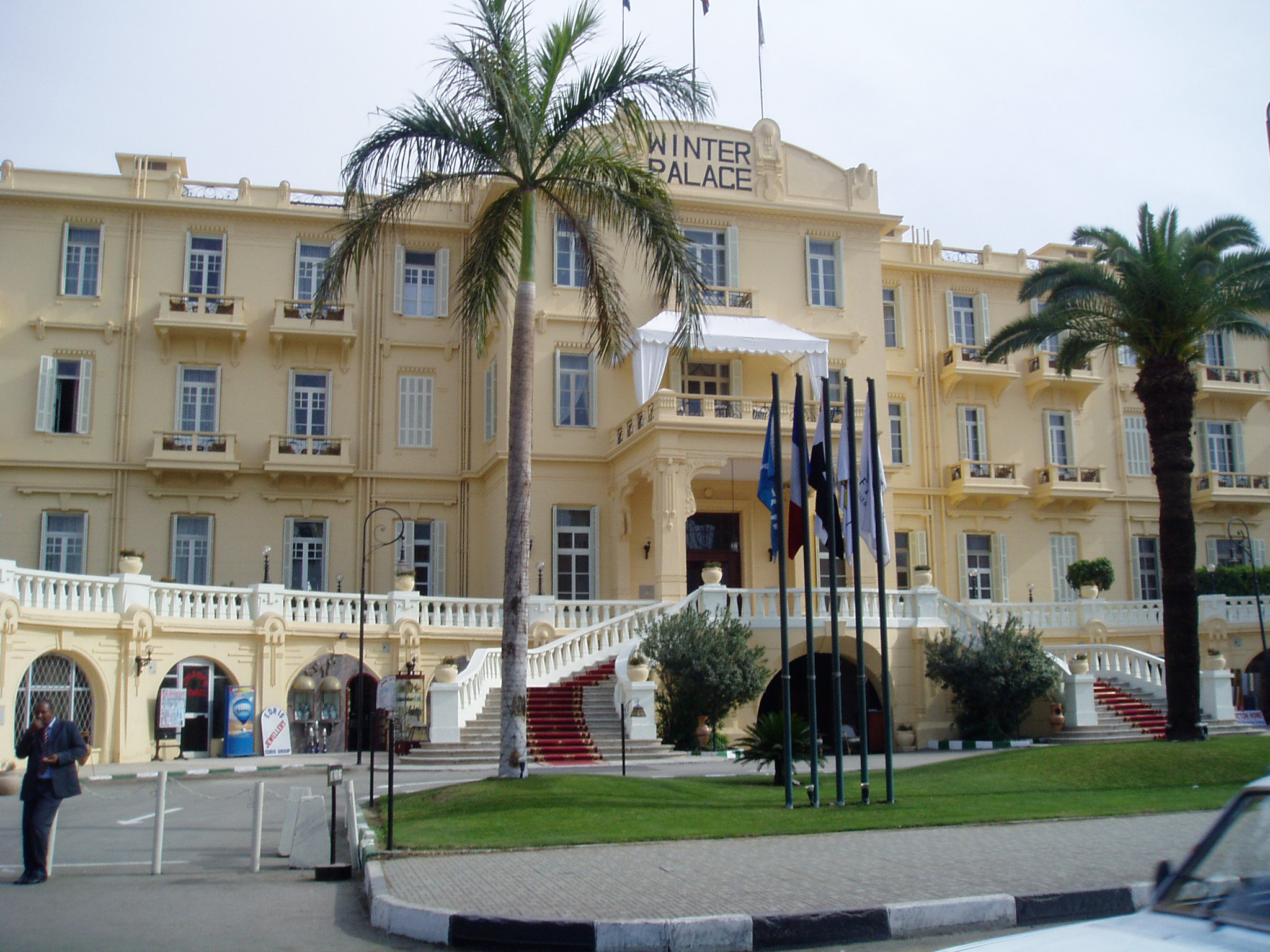
Hotel „Winter Palace“

Berühmt ist der Tempel von Luxor, ein Tempel zu Ehren des Gottes Amun, der größtenteils von Amenophis III. errichtet wurde.
Einer der granitenen Obelisken, die vor dem Tempel errichtet worden waren, steht heute auf der Place de la Concorde in Paris (siehe Obelisk von Luxor).
Neben den Kolossalstatuen von Ramses II. findet sich auch eine kleine weiße Moschee, die die Gebeine des Ortsheiligen Abu el-Haggag beherbergt. Sie werden an seinem Jahrestag ebenso in einer Barke mit einer großen Prozession durch die Stadt geführt, wie es die alten Ägypter mit der Barke des Amun taten.
Sehenswert ist auch das Luxor-Museum. Hier werden neuere Funde aus der Umgebung ausgestellt.
Direkt an der Promenade entlang des Nilufers liegt das 1907 im viktorianischen Stil eröffnete Hotel Winter Palace.

## Söhne und Töchter der Stadt
- Mohamed Askari (* 1943), Musiker und Musikethnologe
- Ahmad al-Tayyib (* 1946), Großscheich der al-Azhar-Moschee Kairo
- Adel Zaky (1947–2019), Priester, Apostolischer Vikar von Alexandria in Ägypten
- Assem El Ammary (* 1958), Sprachwissenschaftler, Übersetzer, Dolmetscher, Journalist und Hochschullehrer